# 天主教拉梅齊亞泰爾梅教區
天主教拉梅齊亞泰爾梅教區（拉丁語：Dioecesis Neocastrensis）是天主教會在義大利的一個教區。屬卡坦扎羅-斯奎拉切總教區。
尼卡斯特羅教區現存第一位有文獻記載的主教是1094年的亨利（1638年的地震摧毀了教區很多早期的文獻）。1986年9月30日教區的義大利文名稱改為現在的名字。
教區範圍位於卡坦扎羅省西北部，2004年有教友139,400人，佔轄區總人口99.6%。教區下轄六十個堂區，有六十九名司鐸。
現任教區主教為若瑟·斯基拉奇，榮休主教為類斯·安多尼·坎塔福拉。